# Glaphyrus modestus
Glaphyrus modestus är en skalbaggsart som beskrevs av Ernst Hellmuth von Kiesenwetter 1858. Glaphyrus modestus ingår i släktet Glaphyrus och familjen Glaphyridae. Inga underarter finns listade i Catalogue of Life.